# Alexander Barankov
Alexander Nikolaevich Barankov (Аляксандр Баранкоў en bielorruso) es un excapitán del Ejército de Bielorrusia.
Sobre Barankov pesa un proceso pendiente en Bielorrusia por cargos de fraude y soborno. En 2009, el exmilitar huyó de su país y llegó a Ecuador, donde al año siguiente recibió la condición de refugiado.
En Quito montó un blog en el que se ha dedicado a revelar casos de corrupción del régimen de Alexander Lukashenko. Esto habría sido el detonante para una solicitud por parte de Bielorrusia para exigir su extradición, siendo detenido por las autoridades del país andino. Aunque no figura oficialmente, la deducción que se ha hecho es que Lukashenko puso presión para poder llevarse a Barankov de regreso a Bielorrusia, donde podría enfrentar la pena de muerte si se le acusa de traición.

## Comparación con el asilo de Julian Assange
A raíz del asilo otorgado por el presidente Rafael Correa al activista Julian Assange, su caso se ha convertido en una singular bandera de la prensa crítica con el gobierno ecuatoriano, que vincula el cambio de parecer del ejecutivo sobre el estatus de Barankov a una visita oficial al país que hiciera Lukashenko, con el que firmó una serie de convenios de colaboración militar y de defensa.